# Guèmol
Guémol és un petit nucli de població del municipi de Banyoles que havia estat un ens local independent fins a l'abolició del règim senyorial al primer terç del segle XIX.
Guèmol és directament vinculat a Banyoles i que va formar part de la seva expansió a partir d'un pont de desenvolupament urbà i comercial, igual que els nuclis desenvolupats a partir del Monestir, en l'Edat Mitjana, a la vila Vella i Nova.
L'església de Sant Pere de Guémol fou cedida «amb els seus delmes i obligacions», al Monestir de Banyoles l'any 957. És a dir, l'església estava ja documentada al segle x. La donació al monestir fou efectuada pel bisbe de Girona, Arnulfo, amb ocasió de la Consagració de l'església cenobial de Sant Esteve el 957. D'aquelles dates prové el nom d'Agemal, que en evolució fonètica davallà en el nom de Guémol el 1654. Amb anterioritat a l'any 1608 en que esdevenir sufragània de la parròquia de Miànegues (un altre petit nucli de població igualment datat des de l'edat mitjana), l'església de Sant Pere havia estat parròquia, però depenent del Monestir en les principals festes i fets religiosos.
Més endavant, al Segle XVIII, l'Església del Remei de Guèmol va ser edificada al mateix lloc que l'antiga església romànica de Sant Pere.
Un dels masos principals d'aquest poble és Can Cisó, actualment enrunat malgrat la seva protecció com a Bé Cultural d'Interès Local.